# 3 Północny Pułk Strzelecki
3 Północny Pułk Strzelecki (ros. 3-й Северный стрелковый полк) – oddział wojskowy Białych podczas wojny domowej w Rosji.
Na pocz. 1919 r. w rejonie szenkurskim został w ramach Armii Północnej sformowany 1 Samodzielny Batalion pod dowództwem starsziny wojskowego Piotra A. Dilaktorskiego, rozwinięty następnie w marcu tego roku do wielkości pułku pod nazwą 3 Północnego Pułku Strzeleckiego. Na jego czele stanął na krótko książę płk Aleksandr A. Muruzi, następnie kpt. Paweł T. Akutin, po czym dowództwo przejął płk (mianowany generałem) Borys N. Buliciewicz. Początkowo oddział działał na kierunku dźwińskim, zaś od lipca w rejonie kolejowym. Latem 1919 r. w 3 Batalionie 3 Północnego Pułku Strzeleckiego doszło do buntu żołnierzy (z inicjatywy byłych bolszewickich jeńców wojennych), którzy zabili oficerów i próbowali przejąć artylerię pułkową. Jednakże artylerzyści ogniem swoich dział i karabinów maszynowych odrzucili buntowników, po czym wycofali działa na tyły. W tej sytuacji zbuntowani żołnierze przeszli na pozycje wojsk bolszewickich. W lipcu pułk brał udział w pacyfikacji buntu 3 Kompanii 1 Batalionu Legionu Słowiańsko-Brytyjskiego. Zbiegli żołnierze, próbujący dostać się do bolszewików, zostali doścignieni i okrążeni przez pułk. Część z nich oddała się do niewoli, ale niektórzy stawili opór i udało im się przedostać za linię frontu. Od listopada nowym dowódcą pułku był płk Piotr K. Postnikow. Na pocz. lutego 1920 r., podczas ciężkich walk w rejonie wsi Zaborskaja, oddział został rozbity. Część żołnierzy przeszła na stronę bolszewików, część poddała się i zostali w większości rozstrzelani.